# Departamentul Valle
Departamentul Valle este unul dintre cele 18 departamente ale Hondurasului.
Capitala departamentului este Nacaome. Departamentul are ieșire spre Golful Fonseca și inlcude mlaștini de mangrove; spre interior, este foarte cald și uscat.
Departamentul acoperă o suprafață totală de 1.665 km² și, în 2015, avea o populație estimată de 178.561 de persoane.
Departamentul Valle a fost organizat în 1893.

## Municipalități
1. Alianza
2. Amapala
3. Aramecina
4. Caridad
5. Goascorán
6. Langue
7. Nacaome
8. San Francisco de Coray
9. San Lorenzo